# Cultura de Singapura

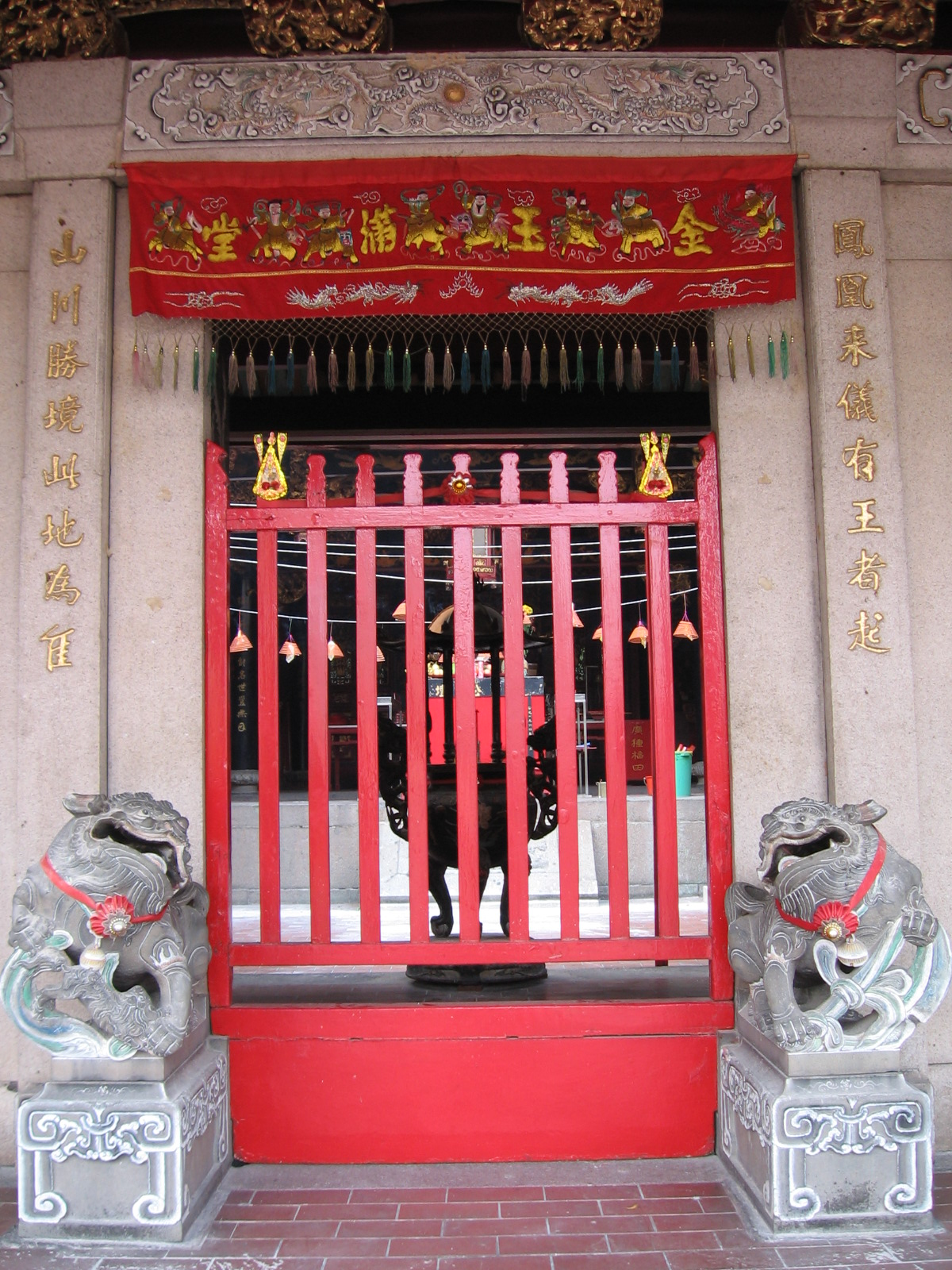
Templo em Singapura

Uma vez que Singapura é uma pequena e relativamente moderna amálgama de povoamentos chineses, malaios e indianos, existe pouco de uma cultura especificamente singapureana. De uma forma inteiramente única, os vários grupos étnicos continuam a celebrar as suas próprias culturas. Dos poucos lugares do mundo que compartilham diversas culturas, Singapura é um dos poucos locais nos quais se pode encontrar um casamento malaio a ter lugar lado a lado com um casamento chinês, por exemplo. Os feriados principais reflectem o modo como a cultura local celebra esta diversidade. Ao contrário de muitas outras sociedades multiculturais, os feriados públicos principais incluem o Ano Novo do calendário gregoriano, o ano novo chinês, o Hari Raya Haji e o Deepavali.